# حمید اکبری خامنه
حمید اکبری خامنه ( زاده ی ۲۱ خرداد ۱۳۶۹) فیلمنامه‌نویس ایرانی است. او متولد تهران و دانش‌آموخته‌ی مقطع کارشناسی در رشته‌ی مکانیک است. او نویسندگی آثاری نظیر سگ‌بندهاوایی (فیلم ۱۳۹۹) و دو روز دیرتر، آقای زالو را بر عهده داشته است. او همچنین به همراه سید محمدرضا خردمندان نویسندگی فیلم ناتور دشت را بر عهده داشته است. 
فیلم هاوایی به نویسندگی او در رتبه‌ی نهم پرفروش‌ترین فیلم‌های سینمای ایران قرار دارد.